# Ludovica Cavalli
Ludovica Cavalli (Génova, 20 de diciembre de 2000) es un deportista italiana que compite en atletismo. Ganó una medalla de bronce en los Juegos Mediterráneos de 2022, en la prueba de 1500 m.